# Ameletoides lacusalbinae
Ameletoides lacusalbinae is een haft uit de familie Nesameletidae. De wetenschappelijke naam van de soort is voor het eerst geldig gepubliceerd in 1933 door Tillyard.
De soort komt voor in het Australaziatisch gebied.